# Elimia virginica
Elimia virginica är en snäckart som först beskrevs av Thomas Say 1817.  Elimia virginica ingår i släktet Elimia och familjen Pleuroceridae. Inga underarter finns listade i Catalogue of Life.